# Fiat 621
Le Fiat 621 est un camion de moyen tonnage à usages multiples fabriqué en Italie par Fiat V.I. à partir de 1929.
Bénéficiant d'une charge utile importante pour l'époque, de 2,5 t, le Fiat 621 connaîtra un succès jamais égalé. En effet, il ne sera pas seulement fabriqué dans les usines italiennes de Fiat V.I. mais également en Pologne et en Russie en presque 50 000 exemplaires sous différentes versions parmi lesquelles une électrique et une à gazogène. La version de base était équipée d'un moteur Fiat 122A essence, 6 cylindres de 2,516 cm3 et 45 cv avec des soupapes latérales. 
Le Fiat 621 sera le premier camion vendu avec une cabine fermée. Peu après son lancement officiel, apparaîtront deux variantes :
- le Fiat 621L, une version légère pour remplacer le précédent Fiat 603,
- le Fiat 621P, le premier camion à 3 essieux avec une charge utile de 3,500 kg.

Beaucoup d'autres versions suivront jusqu'en 1939. Ce sera également le premier camion étranger à être régulièrement importé en France.

## Le Fiat 621E Électrique
Peu avant la fin de la décennie, en 1938, Fiat V.I. lance sur le marché italien à destination du grand public, une version électrique du camion "621", baptisée 621E. Très peu d'informations sont aujourd'hui disponibles si ce ne sont de rares photographies du "Centro Storico Fiat". Cette version était mue par un moteur électrique Ansaldo alimenté par des batteries placées sous la cabine et débordant un peu sur les côtés alignées avec les passages de roues avant. C'est, semble-t-il, le premier vrai camion électrique jamais fabriqué au monde. Sa fabrication a été interrompue dès le début de la Seconde Guerre mondiale pour concentrer la production sur les matériels militaires.

## Les différentes versions italiennes
| Modèle                     | Type                               | Années de production | Type moteur        | Cylindrée cm3 | Puissance Ch | P.T.C. en T. |
| -------------------------- | ---------------------------------- | -------------------- | ------------------ | ------------- | ------------ | ------------ |
| Fiat 621                   | Camion, Châssis                    | 1929 - 1931          | Fiat 121 essence   | 2.516         | 45           | 4,5          |
| Fiat 621 L                 | Camion, Châssis                    | 1930 - 1935          | Fiat 122 A essence | 2.516         | 45           | 4,8          |
| Fiat 621 P (6x2)           | Camion, Châssis - 3 essieux        | 1930 - 1934          | Fiat 122 A essence | 2.516         | 45           | 6,4          |
| Fiat 621N (4x2) & PN (6x2) | 1er camion Fiat avec moteur diesel | 1929 - 1931          | Fiat 324 diesel    | 4.580         | 53           | 5,8          |
| Fiat 621RN                 | Châssis Autobus                    | 1934 - 1939          | Fiat 324 diesel    | 4.580         | 53           | 5,8          |
| Fiat 621 PN (6x4)          | Camion Militaire                   | 1934 - 1939          | Fiat 324 diesel    | 4.580         | 53           | 7,4          |
| Fiat 621 E                 | Moteur électrique                  | 1938 - 1939          |                    |               |              |              |
| Fiat 621 RG                | Gazogène                           | 1938 - 1939          |                    |               |              |              |
| Fiat Polski 621 L/N        | Camion, Châssis                    | 1935 - 1940          | Fiat 122 B essence | 2.952         | 45           | 2,35         |

## La version polonaise
Le Fiat 621 a été construit sous licence en Pologne par Fiat Polski entre 1935 et le début de la guerre en 1939, date à laquelle l'armée allemande réquisitionna les usines Fiat Polski. Avant la guerre, ce sont plus de 12 600 exemplaires du camion Fiat 621 L qui auront été fabriqués, dans les différentes versions y compris militaire.
L'usine a également produit, sur la base du châssis du 621, un autocar baptisé Polski Fiat 621 R, produit à 2.800 exemplaires.

Données techniques Fiat Polski 621 L :
- Châssis cabine,
- Moteur: Fiat 122B (PZLN. 367), 6 cylindres en ligne, quatre temps, 78 x 103 mm soit 2,952 cm3

compression : 5.1: 1 
- Boîte de vitesses à 4 rapports avec réducteur
- Suspensions : essieu avant directeur guidé, amortisseurs hydrauliques ; pont arrière guidé,
- Freins : tambours sur 4 roues et frein manuel,
- Pneus polonais Stomil 9.00 x 20", jumelés sur essieu arrière
- Longueur/largeur/hauteur : 5780/2070/2 620 mm
- Empattement : 3 650 mm
- Poids à vide : 1,655 kg
- Poids total : 2 350 kg
- Vitesse : 55 km/h

En 1934, l'armée polonaise chargea PZinz d'étudier et fabriquer une version half-track sur la base du Fiat Polski 621 nommé WZ4 ou C4P. 

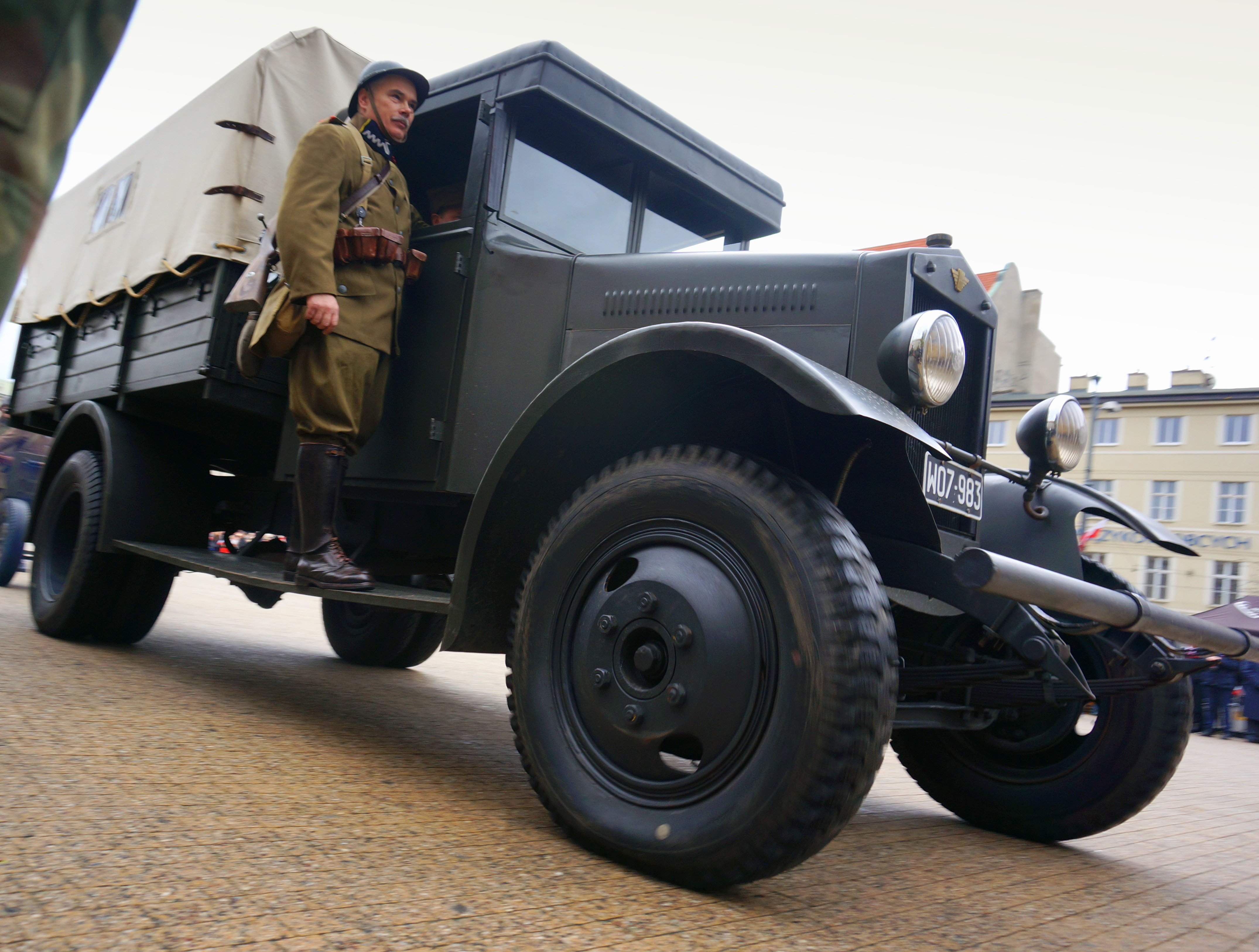
Polski Fiat 621L

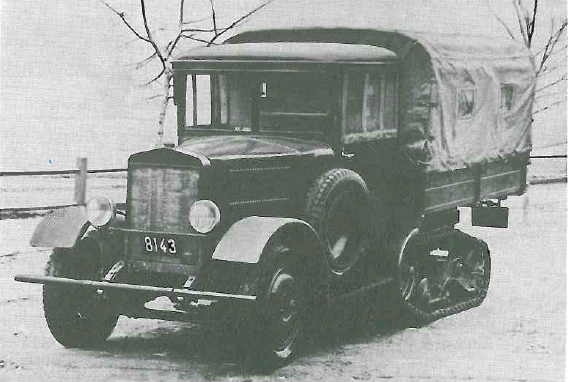
Un half-track WZ4

## La version russe
À la suite d'un accord entre le gouvernement soviétique et le constructeur italien, une nouvelle usine fut construite sur les plans de Fiat V.I., près de Moscou, pour produire le Fiat 621 localement sous licence. Comme souvent avec l'ex URSS de cette époque, très peu d'informations fiables sont disponibles. Aucune précision sur le nom, la période et le nombre de véhicules fabriqués.